# Блик, Фридрих
Фридрих Блик (нем. Friedrich Bleek; 4 июля 1793, Аренсбёк близ Любека — 27 февраля 1859, Бонн) — немецкий теолог. Отец Вильгельма Блика.
Изучал теологию, философию, филологию в университете Киля, затем слушал в Берлине лекции Шлейермахера. С 1821 г. экстраординарный профессор Берлинского университета, с 1829 г. профессор университета в Бонне.